# Укерланд
Уккерланд (нім. Uckerland) — громада в Німеччині, в землі Бранденбург. 
Входить до складу району Уккермарк. Є прабатьківщиною укрів (укран). Населення - 3 014 мешканців (на 31 грудня 2010). Площа - 166,19 км². Офіційний код — 12 0 73 579.
Комуна поділяється на 11 сільських округів.

## Населення
| Рік  | Населення |
| ---- | --------- |
| 2005 | 3453      |
| 2010 | 3074      |

## Галерея

Wolfshagen
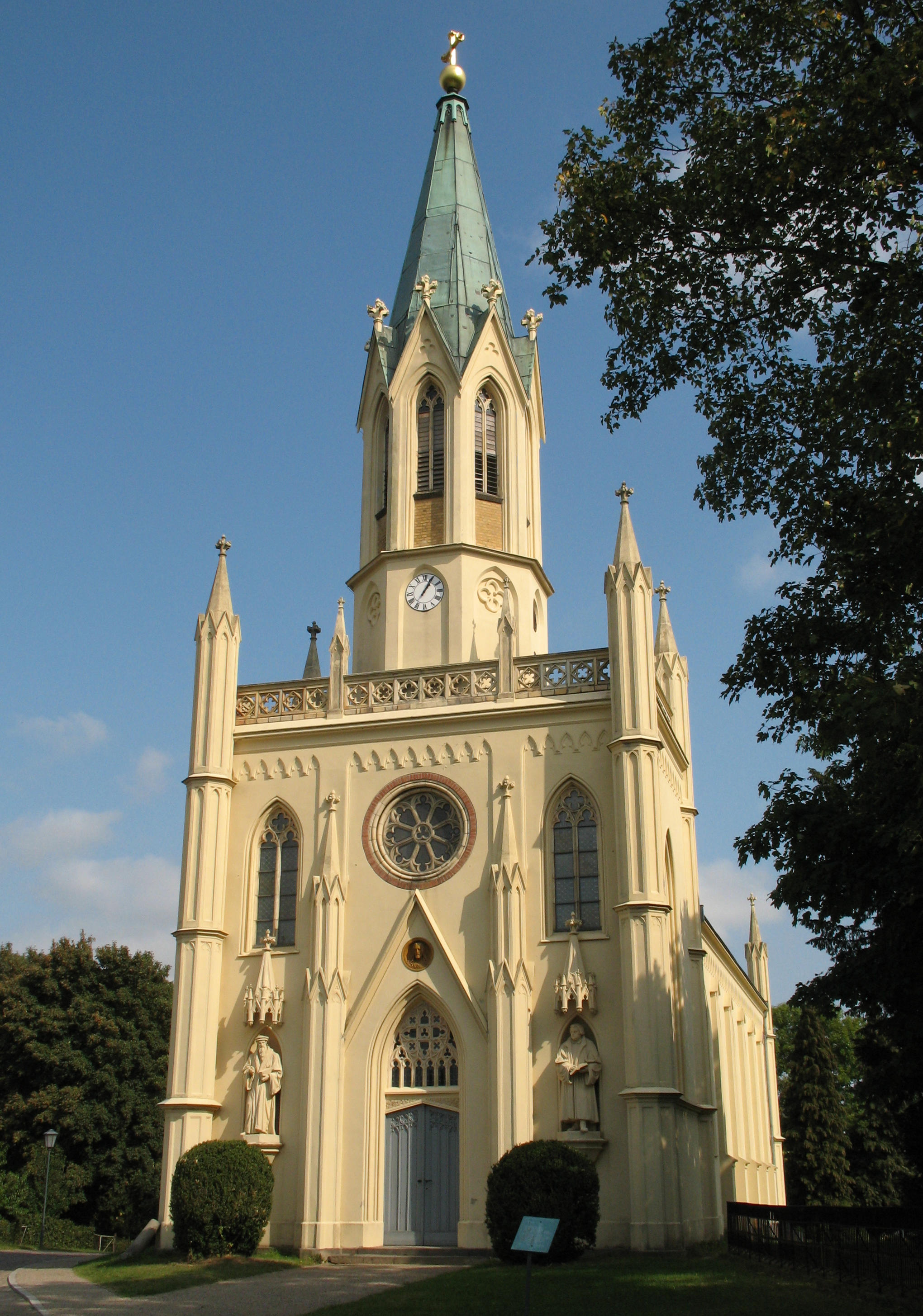
Церква (1850-і, неоготика, граф Герман фон Шверін; у нішах - Мартін Лютер та Жан Кальвін)
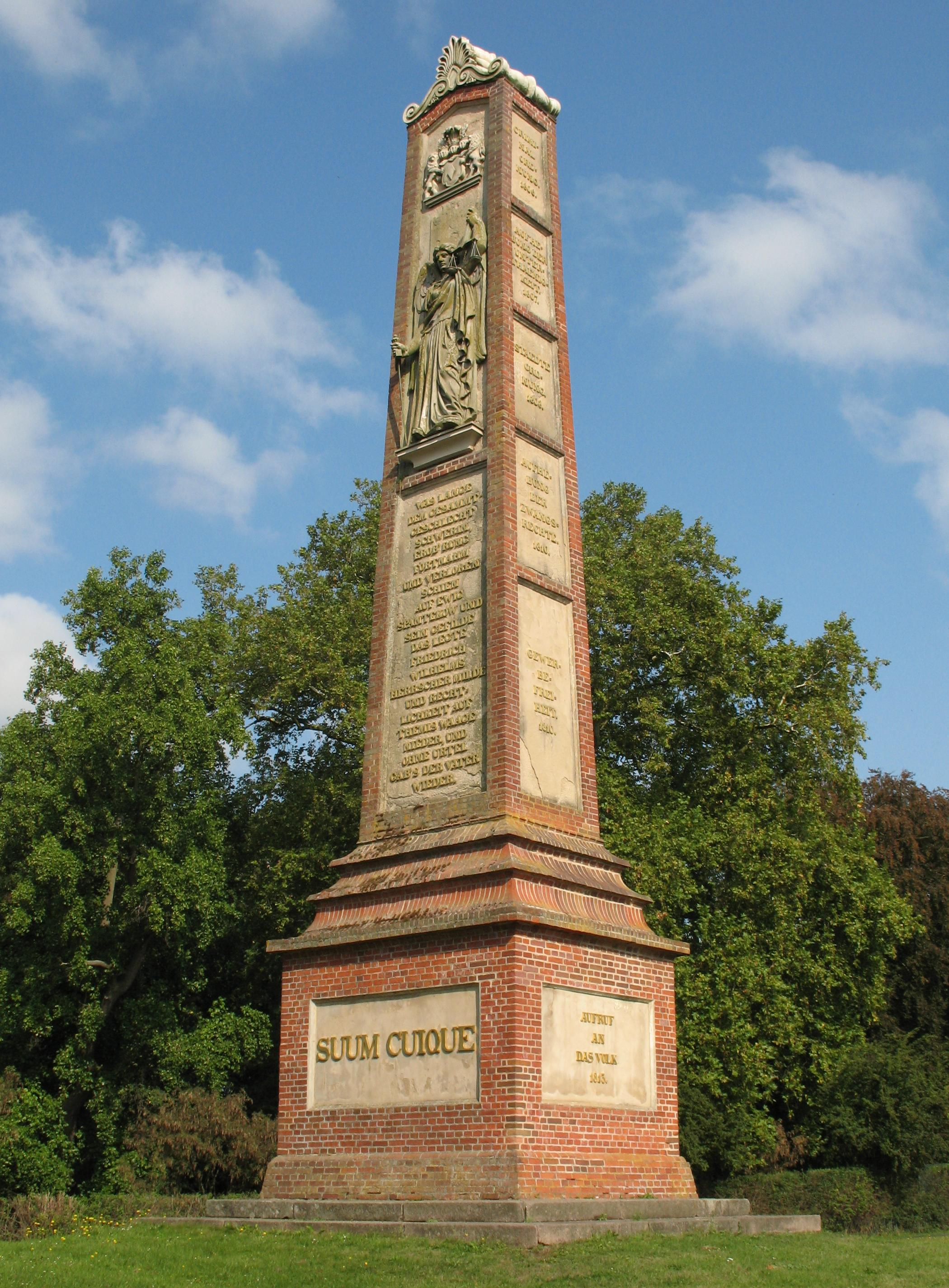
Королівська колона Фрідріха Вільгельма III (1834)
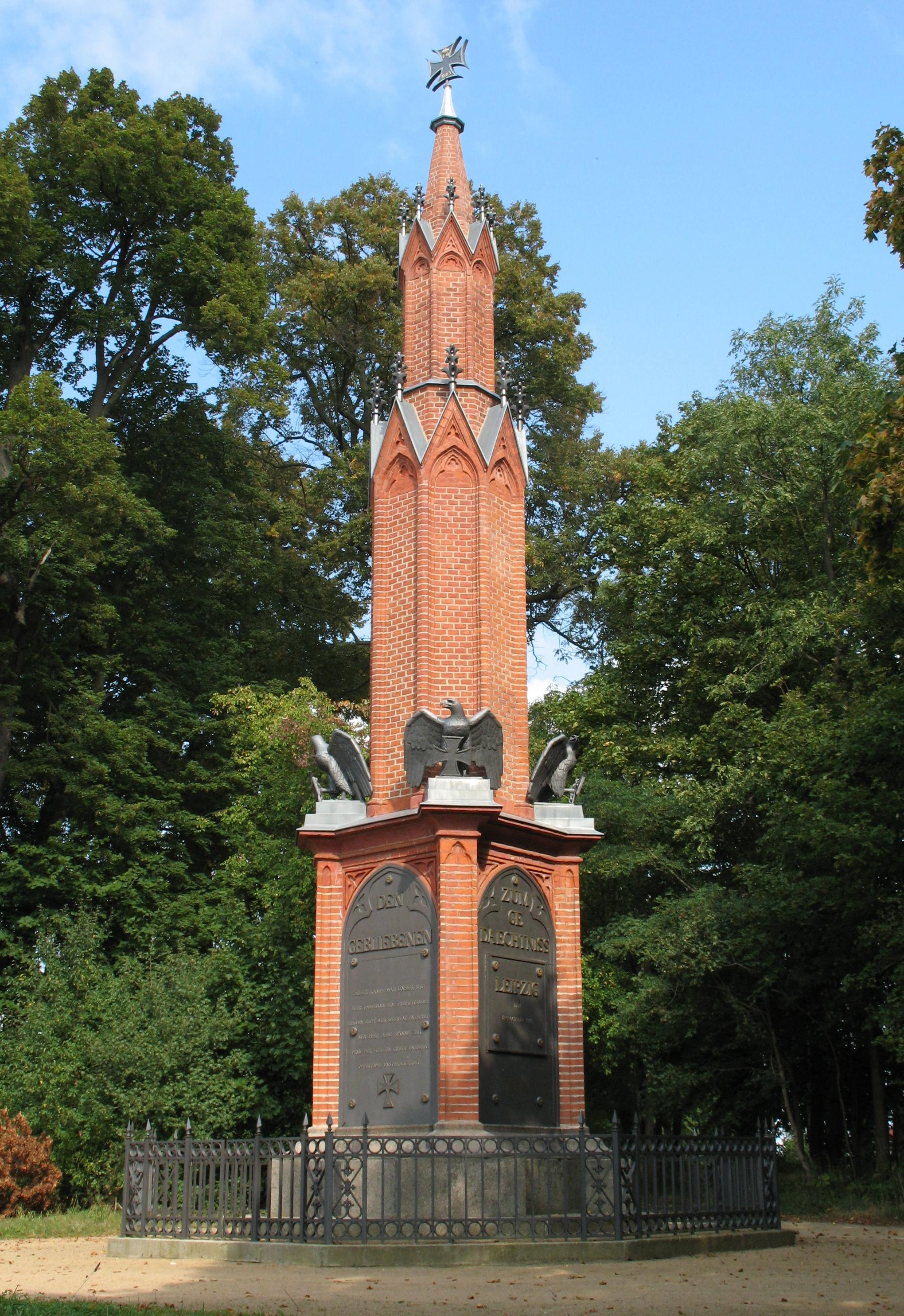
Меморіал Наполеонівських війн (1828)
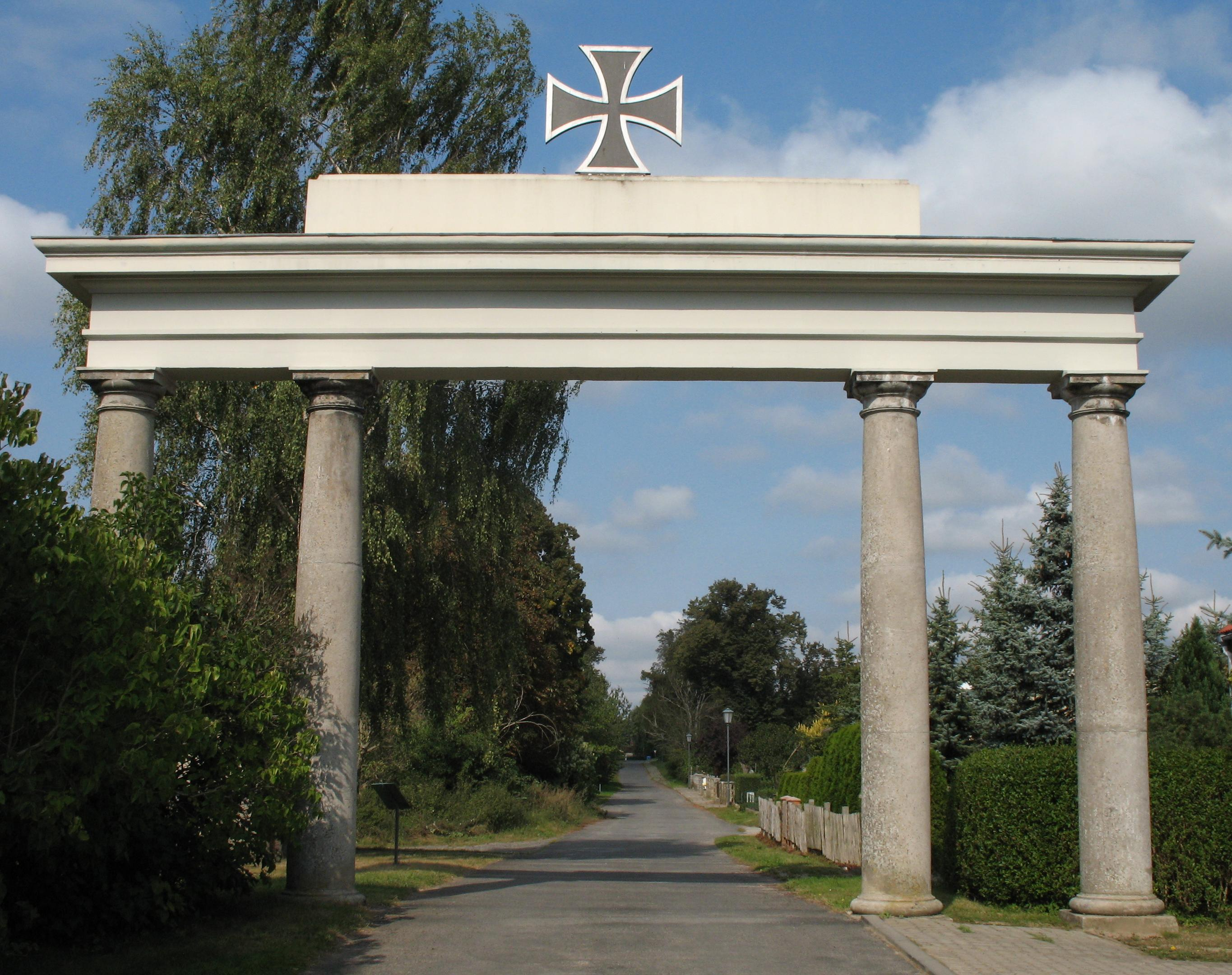
Ворота 1871 року на честь перемоги над Наполеоном III у франко-пруській війні
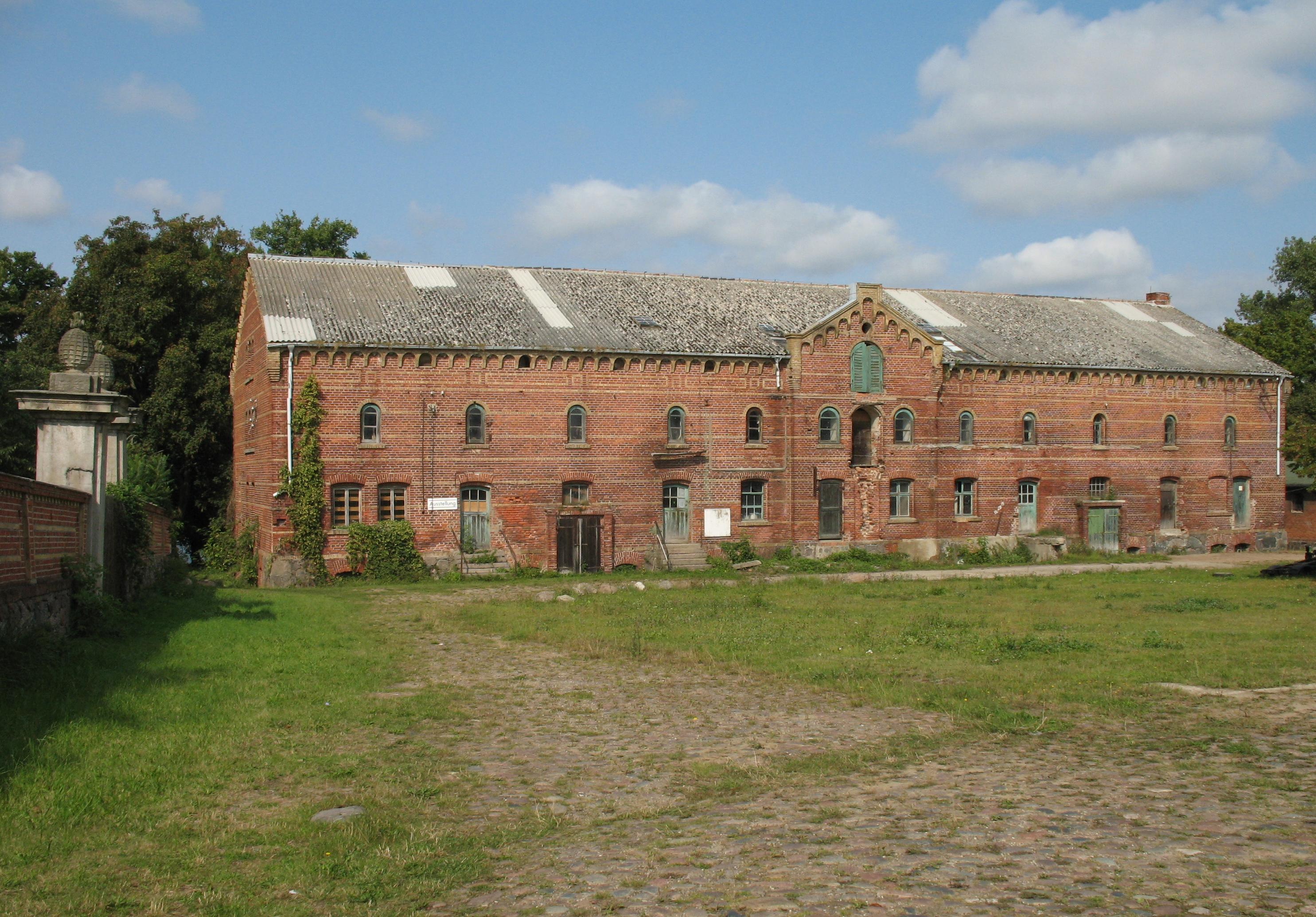
Склад середини XIX століття
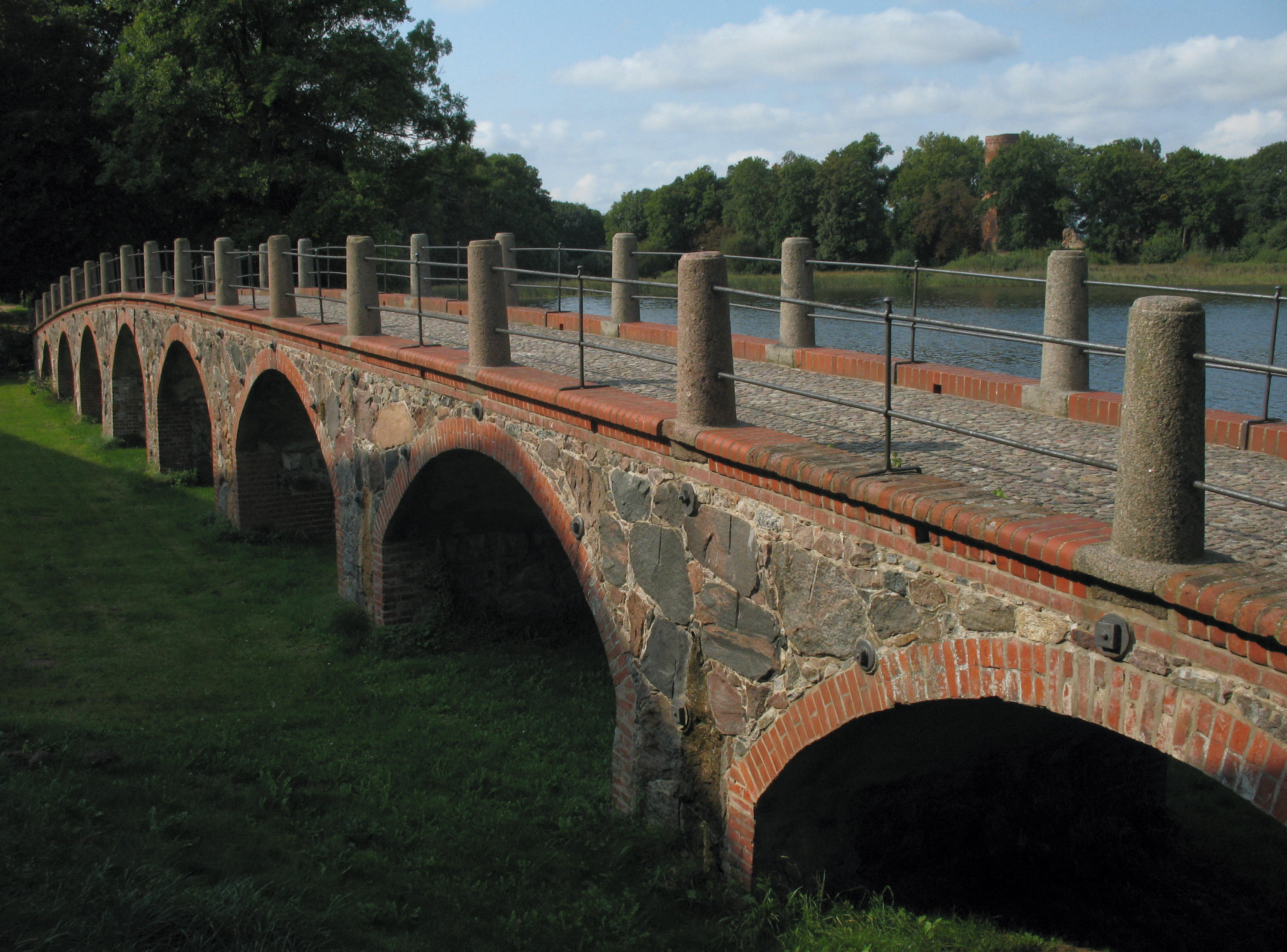
Міст (60 м у довжину, 1930-і; позаду: руїни Бланкенбургу)